# Varayrous
Le Varayrous est une rivière du sud de la France sous-affluent du Tarn et de la Garonne.

## Géographie
De 11,5 km de longueur, il prend sa source sur la commune de Vézins-de-Lévézou, dans l'Aveyron et se jette dans le Viaur en rive droite sur la commune de Ségur.

## Principaux affluents
Le Varayrous n'a pas d'affluents référencés.

## Départements et villes traversées
- Aveyron : Ségur, Vézins-de-Lévézou.